# یاشنگتسا (شهرستان وووومین)
یاشنگتسا (به لاتین: Jasienica) یک روستا در لهستان است که در گمینا تووشچ واقع شده است. یاشنگتسا ۳٬۱۳۳ نفر جمعیت دارد.